# Shane Hammink
Shane Gerrit Hammink (Baton Rouge, 22 luglio 1994) è un ex cestista olandese.
È il figlio di Geert Hammink.

## Carriera
Con i Paesi Bassi ha disputato i Campionati europei del 2022.

## Palmarès
- Campionato olandese: 1

Heroes Den Bosch: 2021-22